# Карбондола (Верчели)
Карбондола је насеље у Италији у округу Верчели, региону Пијемонт.
Према процени из 2011. у насељу је живело 23 становника. Насеље се налази на надморској висини од 184 м.